# Thor Jensen
Thor Andreas Marius Jensen (Kragerø, 1880. június 4. – Lillestrøm, 1976. december 9.) olimpiai bronzérmes norvég tornász.
Az 1912. évi nyári olimpiai játékokon tornában svéd rendszerű összetett csapatversenyben bronzérmes lett.
Klubcsapata az Oslo Turnforening volt.